# Amomum deuteramomum
Amomum deuteramomum là một loài thực vật có hoa trong họ Gừng. Loài này được Karl Moritz Schumann mô tả khoa học đầu tiên năm 1899.

## Phân bố
Loài này có ở Mindanao, Philippines và miền bắc Sulawesi, Indonesia.